# 대한민국 민사소송법 제27조
대한민국 민사소송법 제27조는 청구를 병합한 경우의 소송목적의 값에 대한 민사소송법조문이다.

## 조문
제27조(청구를 병합한 경우의 소송목적의 값) (1) 하나의 소로 여러 개의 청구를 하는 경우에는 그 여러 청구의 값을 모두 합하여 소송목적의 값을 정한다.

(2) 과실·손해배상·위약금 또는 비용의 청구가 소송의 부대목적이 되는 경우에는 그 값은 소송목적의 값에 넣지 아니한다.

제27조(청구를 병합한 경우의 소송목적의 값) (1) 하나의 소로 여러 개의 청구를 하는 경우에는 그 여러 청구의 값을 모두 합하여 소송목적의 값을 정한다.

(2) 果實·손해배상·違約金 또는 비용의 청구가 소송의 附帶目的이 되는 경우에는 그 값은 소송목적의 값에 넣지 아니한다.

## 해설

### 합산의 원칙 예외
- 하나의 소로써 여러개의 청구를 한 경우라도 경제적 이익이 같거나 중복되는 때에는 합산하지 않으며, 중복이 되는 범위 내에서 흡수되고 그 중 다액인 청구가액을 소가로 한다.
- 1개의 청구가 다른 청구의 수단에 지나지 아니할 때에는 그 가액은 소가에 산입하지 않고 목적인 인도청구만이 소가가 된다.
- 주된 청구와 그 부대목적인 과실, 손해배상금, 위약금, 비용의 청구는 별개의 소송물이나, 이 두 가지를 1개의 소로써 청구하는 때에는 부대청구의 가액은 소가에 산입하지 않는다.

## 판례
- 소액사건심판법의 적용 대상인 소액사건에 해당하는 여부는 제소당시를 기준으로 정해지는 것이므로 병합심리로 그 소가 합산액이 소액사건의 소가를 초과하였다고 하여도 소액사건임에는 변함이 없어 소액 3조 각호 소정의 사유가 있는 때에 한하여 상고를 할 수 있다[1]